# Reed Birney
Reed Birney (* 11. září 1954 Alexandria, Virginie) je americký herec.
Ve filmu debutoval v roce 1976 ve snímku Not a Pretty Picture, v průběhu 80. let se hrál např. v minisérii Kane & Abel. Dále hrál např. ve filmech You Are Here (1997), Výměna (2008) nebo In Your Eyes (2014). V epizodních rolích se objevil např. v seriálech Právo a pořádek, Ze Země na Měsíc a Zákon a pořádek: Zločinné úmysly. Působil také v seriálech Super drbna (2007–2009), Michael Stahl-David: Behind the Star (2008) a Kings (2009), od roku 2013 hraje v seriálu House of Cards a od roku 2014 v seriálu Černá listina.